# Vilarelho
Vilarelho ist ein Ort und eine ehemalige Gemeinde (Freguesia) im nordportugiesischen Kreis Caminha. Die Gemeinde hatte 1117 Einwohner (Stand 30. Juni 2011).
Am 29. September 2013 wurden die Gemeinden Vilarelho und Caminha (Matriz) zur neuen Gemeinde União das Freguesias de Caminha (Matriz) e Vilarelho zusammengeschlossen.